# Claas Cougar

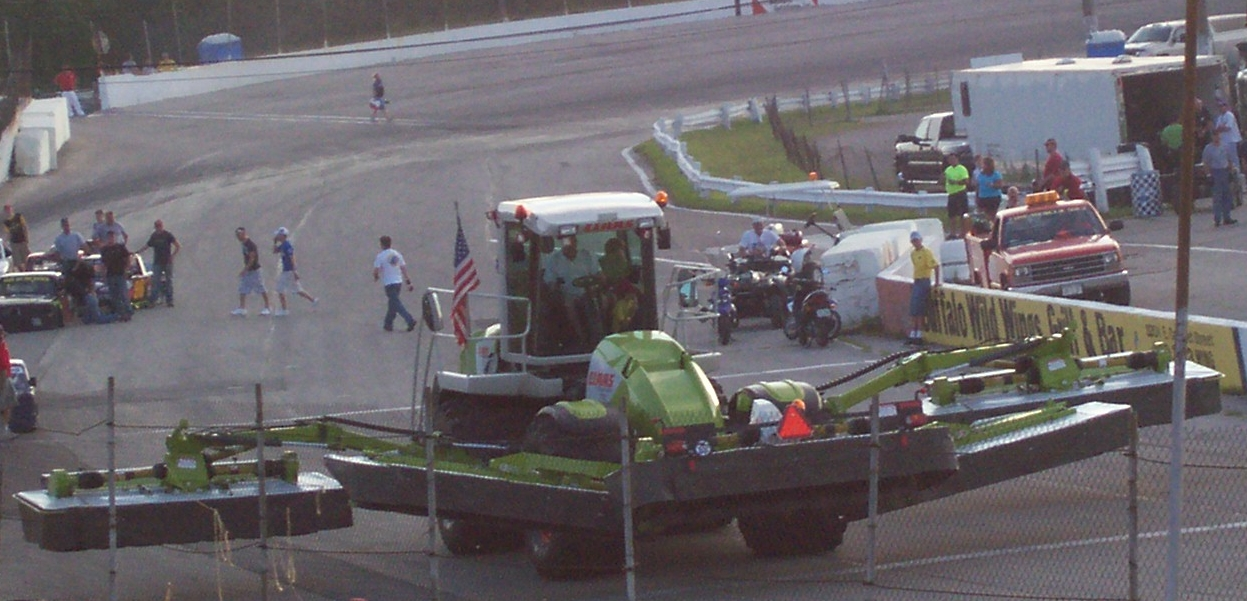
Um Claas Cougar 1400 no Wisconsin International Raceway em 2008

O Claas Cougar é um cortador de grama autopropelido produzido pela fabricante alemã de máquinas agrícolas Claas. O cortador de grama, que recebeu o nome do puma, um grande gato americano, foi apresentado pela primeira vez em 2003. Devido à sua largura máxima de corte de 14 m (46 ft) é classificado como o maior cortador de grama automotor do mundo.

## Dimensões e tecnologia
O modelo básico Cougar 1400 está disponível em diferentes variantes de equipamento. Geralmente a máquina 4WD possui quatro rodas grandes de tamanho igual, possui um sistema de direção nas quatro rodas e também possui o modo de direção caranguejo. O veículo tipo trator para fins especiais tem um comprimento de percurso de 11.5 m (38 ft), e uma altura de deslocamento de cerca de 3.96 m (13.0 ft). A largura do transporte rodoviário depende das dimensões dos pneus e ocupa apenas 3 to 3.5 m (9.8–11.5 ft).
A máquina possui um motor diesel Daimler (Chrysler) / Mercedes-Benz OM 457 LA de 6 cilindros com potência máxima de 350 kW (480 hp). O tanque de combustível pode conter até 960 L (250 US gal) de óleo diesel. O peso do Cougar é – dependendo do equipamento e da quantidade de combustível carregado – aproximadamente 18,500 kg (40,800 lb). A máquina opera a velocidades de até 21 km/h (13 mph), ou até 40 km/h (25 mph) enquanto se move entre campos em estradas.
Cinco unidades de corte suspensas por pêndulo estão instaladas em cada Claas Cougar, uma combinação tripla na frente e uma unidade estabilizadora de cada lado no meio da máquina. Os dois cortadores laterais são montados em lanças telescópicas entre os eixos. Cada unidade de corte pode ser controlada individualmente e manobrada para cima, para baixo, para a esquerda e para a direita para cortar terrenos estreitos ou áreas menores com menos de cinco cortadores, ajustar os cortadores a terrenos irregulares e ajudar o operador a evitar obstáculos. Além disso, o Cougar é equipado com balanceamento hidropneumático ativo da unidade de corte, e as duas unidades estabilizadoras são equipadas com dispositivos hidráulicos de proteção contra colisão; eles balançam automaticamente para trás quando encontram obstáculos.
Com seus cinco cortadores de grama, o Claas Cougar pode cortar em larguras de até 14 m (46 ft), e tem capacidade de trabalho de até 22 ha (220,000 m2) por hora
Para dobrar as plataformas de corte para transporte e desdobrá-las na posição de operação, a Claas usa um projeto especial de dobramento hidráulico. Para o transporte rodoviário, a cabine do Cougar é girada 180°, de modo que os cortadores dianteiros e laterais levantados e dobrados ficam localizados na parte traseira do veículo. As operações de dobragem e rotação da cabine são gerenciadas automaticamente e podem ser facilmente ativadas pelo motorista de dentro da cabine. Eles levam apenas alguns segundos ou minutos. A cabine é climatizada com assentos airride e cada janela tem seu próprio limpador.

## História

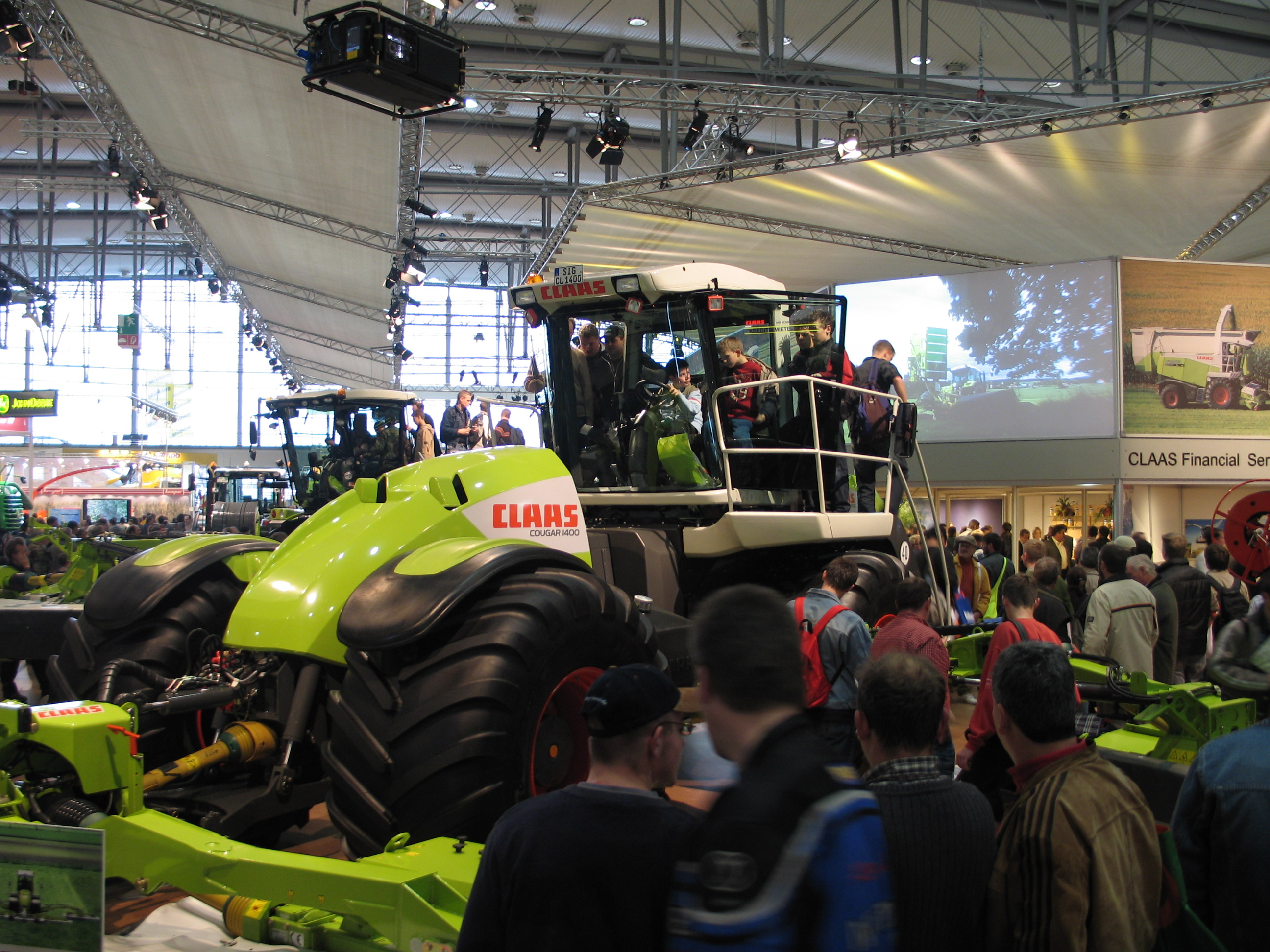
Claas Cougar 1400 apresentado na Agritechnica 2005

O Cougar 1400, equipado com cinco unidades de segadeira de disco Claas por padrão, foi apresentado pela primeira vez na Agritechnica 2003 na Alemanha e foi premiado como "Máquina do Ano". No SIMA 2005 em Paris, foi premiado com uma medalha de prata.
Em 2006, a Claas apresentou um Cougar 1400 equipado com cinco cortadores de relva (unidades de mulching) em vez de cortadores de disco. A máquina tem uma largura de trabalho de 12.6 m (41 ft) então, e pode ser usado, por exemplo, para mulching de palha de milho. O fornecedor de cortadores de grama Spearhead Machinery (com sede em Salford Priors, Inglaterra) chama a combinação de Trident 12600 HD. Este nome segue outros modelos de sua linha Trident de cortadores de mangual. Os cinco baralhos Trident para o Cougar 4,700 kg (10,400 lb).
Além disso, Claas adicionou condicionadores de rolos à linha Cougar. As unidades de corte do Cougar 1400RC estão equipadas com condicionadores de rolos, enquanto os cortadores de relva do Cougar 1400C têm condicionadores de dentes (rolos).

## Aparições na mídia
O Claas Cougar foi destaque na 10ª temporada da revista de televisão britânica Fifth Gear, em 30 de outubro de 2006.